# Вверх (журнал)
«Вверх» — российский литературно-художественный познавательный журнал для детей и подростков. Издаётся с 2009 года. Периодичность – 6 раз год. Имеет спецвыпуски. Журнал зарегистрирован в Федеральной службе по надзору в сфере связи, информационных технологий и массовых коммуникаций. Свидетельство о регистрации ПИ ФС77-47718 от 08.12.2011. Издаётся при поддержке Фонда поддержки развития общества «Наши дети». Подписка по каталогу «Пресса России».

## Тематика журнала
- Литература
- Христианство
- Православие
- История[5]

Познавательный журнал «Вверх» воспитывает патриотизм и любовь к Отечеству, развивает интерес к истории России, православной культуре и традициям  народа, расширяет кругозор и формирует любовь к природе, деятельную активность и стремление к духовному росту. Имеет гриф Синодального отдела Московского патриархата по взаимодействию Церкви с обществом и средствами массовой информации «Одобрено Синодальным информационным отделом Русской Православной Церкви» (свидетельство № 75 от 23.03.2011).

Журнал «Вверх» помогает подростку задумываться над острыми общественными вопросами, противостоять наплыву чуждых ценностей, вседозволенности и циничному отношению к жизни.
— Газета «Московский литератор», 17.08.2011.
Идейно-художественная направленность журнала «Вверх» представляется «близкой и важной» членам Московской городской организации Союза писателей России.

## Главный редактор
- Алексей Плишкин (2009–2016)
- Александр Нотин (с 2016)

## Редакционный совет
- Юрий Рязанов (председатель с 2009 года)[10]
- Фёдор Конюхов
- Пётр Мамонов
- Юрий Кулаков[2]

## Рубрики журнала
- История
- Культура
- Календарь
- Литература
- Православие
- Наука и техника
- Школьная жизнь
- Современность
- Мастер-класс
- Эхо войны
- Природа
- Спорт[5]